# 秀水河
秀水河，位于中国东北地区西部的一条河流，是辽河右岸支流，发源于内蒙古自治区科尔沁左翼后旗常胜镇七棵树嘎查，向东流至大官窝堡嘎查转东南流，经五家子水库，过五家子村后成为内蒙古与辽宁省之间的界河，过八张锄后进入辽宁康平县境内，经张家窑水库、沙金台蒙古族满族乡、花古水库、柳树屯蒙古族满族乡等地，于西关屯蒙古族满族乡大广宁窝堡村以南转南流，经法库县秀水河子镇和新民市公主屯镇，最后在公主屯镇辽滨塔村西南汇入辽河。河流全长184千米，流域面积3002平方千米，河道平均比降1.1‰，年均径流量1.89亿立方米。秀水河沿岸以农业为主。河口左岸的辽滨塔村历史上是一处军事重镇，是辽代辽州治所，现存省级文物保护单位辽滨塔。